# フッ化白金(VI)
フッ化白金(VI)（フッかはっきん ろく、英: platinum(VI) fluoride）は、化学式 PtF6 で表される白金の六フッ化物で、白金の化合物において酸化数が+6である唯一の例である。暗赤色の揮発性の固体で、気体も暗赤色である。4つのd電子が三重項基底状態にあり、常磁性をもつ。
PtF6 は強力な酸化剤かつ強力なフッ素化剤であり、最もよく知られているのはキセノンをヘキサフルオロ白金酸キセノンにする反応である。この反応の発見（1962年）によって貴ガス化合物の存在が証明された。この反応をキセノンではなく酸素に対して行うと、ヘキサフルオロ白金酸ジオキシゲニル ((O2)+(PtF6)-) ができる。

## 合成
PtF6 はフッ素と白金との反応によって得られる。この方法は発見当時から依然として使われている。
{\displaystyle {\ce {{Pt}+ 3 F2 -> PtF6}}}
また、PtF6 はフッ化白金(V)の不均化によっても生成する。フッ化白金(V)は塩化白金(II)のフッ素化で得られる。
{\displaystyle {\ce {{PtCl2}+ 3/2F2 -> {PtF5}+ Cl2}}}
{\displaystyle {\ce {2PtF5 -> {PtF6}+ PtF4}}}

## その他の六フッ化物
他の元素による中性の六フッ化物もまた揮発性である。これには、オスミウム、イリジウム、ロジウム、ルテニウム、タングステン、テクネチウム、そしてウランが含まれる。いずれも強力な酸化剤である。フッ化ウラン(VI)とフッ化タングステン(VI)は原子力およびマイクロエレクトロニクス産業にそれぞれ利用されている。また、硫黄、キセノン、セレン、およびテルルも容易に分離できる六フッ化物を形成する。六フッ化硫黄はその立体障害のため極めて安定しており、不活性流体として電子機器で絶縁体として広く使われてきたが、類似化合物の六フッ化セレンと六フッ化テルルは反応性が非常に大きい。